# Reiterstandbild Friedrichs des Großen

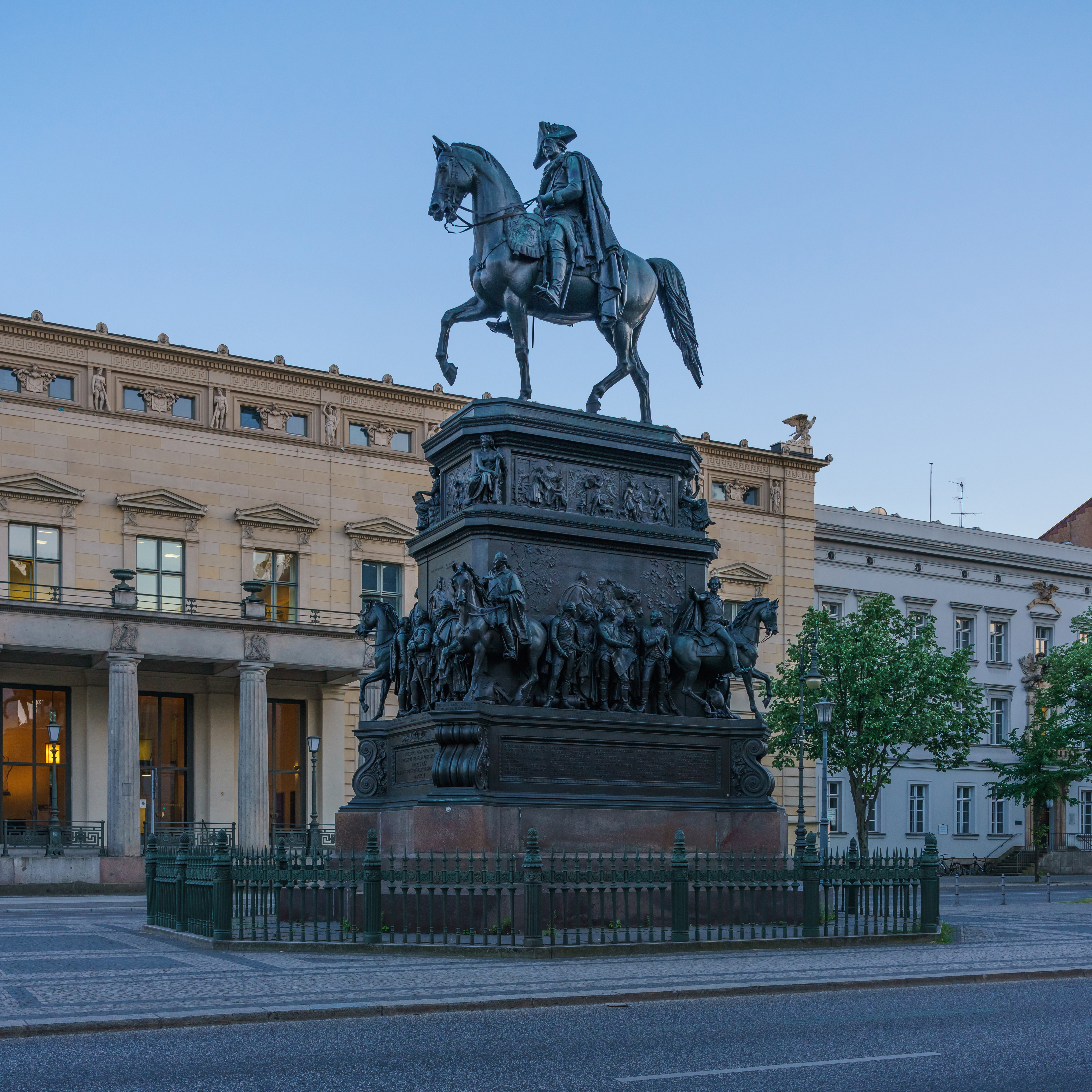
Reiterstandbild Friedrichs des Großen

Das monumentale Reiterstandbild Friedrichs des Großen am Forum Fridericianum im Berliner Ortsteil Mitte erinnert an den preußischen König Friedrich II.
Geschaffen in den Jahren 1839–1851 von Christian Daniel Rauch, zählt es zu den bedeutendsten Werken der Berliner Bildhauerschule und markiert den Übergang vom Klassizismus zum Realismus. Die insgesamt 13,50 m hohe Bronzeplastik zeigt den mit Uniform, Hermelin und Dreispitz bekleideten Alten Fritz zu Pferd über einem mehrfach gestuften Sockel mit Bildnissen der wichtigsten Feldherren, Staatsmännern, Künstlern und Wissenschaftlern seiner Zeit.
Im Zweiten Weltkrieg eingemauert, wurde das Denkmal 1950 auf Beschluss des SED-Magistrats abgebaut, 1963 im Park Sanssouci aufgebaut und 1980 auf Anordnung Erich Honeckers am ursprünglichen Standort auf dem Boulevard Unter den Linden wiedererrichtet. Bei der letzten Restaurierung in den Jahren 1997–2000 wurden auch die historische Umzäunung, Pflasterung und Beleuchtung wiederhergestellt.

## Beschreibung

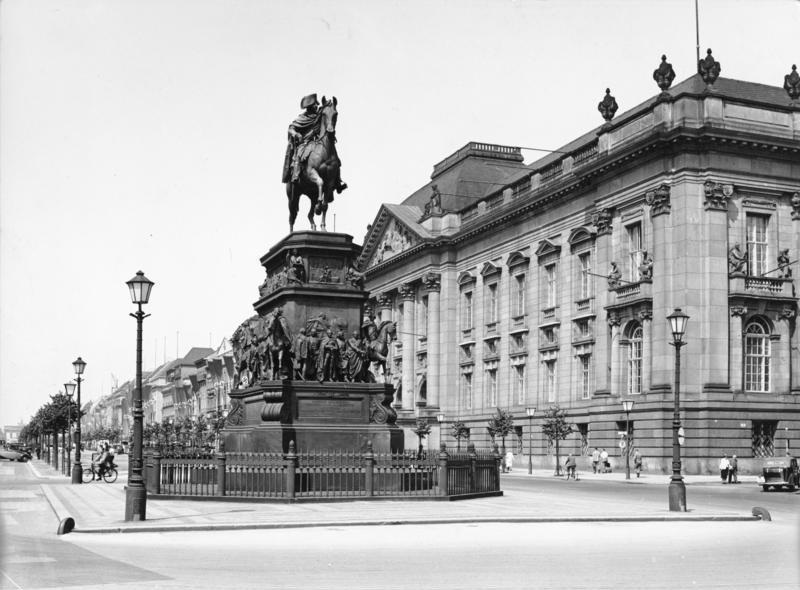
Ansicht von Südosten mit der Preußischen Staatsbibliothek, nach 1935

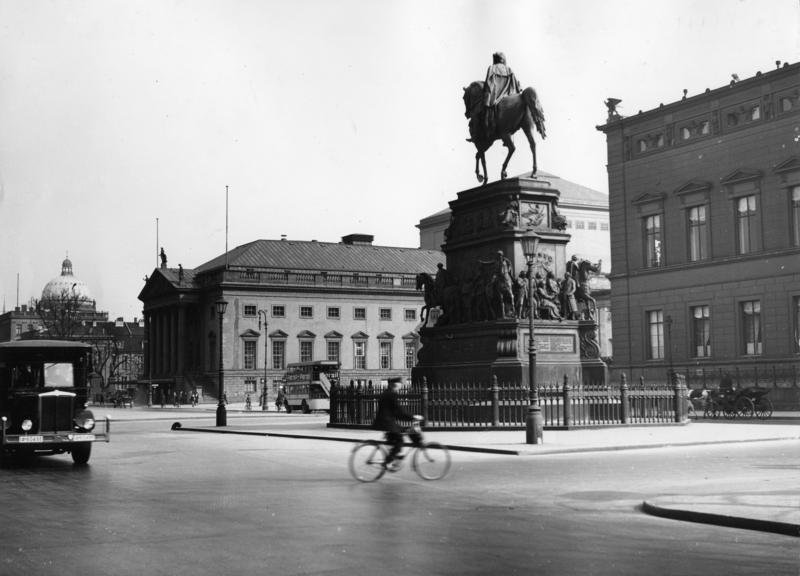
Ansicht von Nordwesten mit der Preußischen Staatsoper, um 1920

Die größte Ausdehnung des rechteckigen Sockels beträgt fast 7 m × 9 m, die Gesamthöhe des Denkmals 13,5 m. Der Sockel besteht aus zwei Teilen, einem Unterbau aus Granit und einem Bronzeaufbau, dessen drei Geschosse durch leicht vorkragende Gesimse getrennt sind. In der untersten Zone sind nur Inschrifttafeln eingelassen, die beiden oberen zeigen reichen plastischen Schmuck. Die mittlere, weit zurückspringende Stufe bietet Platz für fast freiplastische Figuren, über deren Köpfen in einer zweiten Zone flachere Reliefs zu sehen sind. Ein drittes Geschoss mit rechteckigen Flachreliefs schließt sich an. Auf allen Ebenen werden die Ecken durch Voluten oder Figuren betont. Die fünfeinhalb Meter hohe Reiterskulptur des Königs zeigt ihn aufrecht und würdevoll auf dem in ruhiger Schrittstellung gegebenen Pferd Condé, Friedrichs Lieblingsross. Die rechte Hand, von der ein Krückstock herabhängt, hat Friedrich in die Seite gestützt, die Zügel hält er locker in der Linken. Er ist in eine historisch genau wiedergegebene Uniform gekleidet, die vom locker auf die Schulter gelegten Mantel nur teilweise verdeckt wird und trägt auf dem Kopf einen Dreispitz.
Zwei Themenkreise bestimmen den plastischen Schmuck des Sockels: Sieht man im oberen Fries Szenen aus dem Leben Friedrichs, so sind in den beiden unteren berühmte Zeitgenossen Friedrichs verewigt.
Die vier Reiter an den Ecken stellen vorne Prinz Heinrich von Preußen und Herzog Ferdinand von Braunschweig-Wolfenbüttel dar, hinten den Husarengeneral Hans Joachim von Zieten und den Kavalleriegeneral Friedrich Wilhelm von Seydlitz. Die Widmung auf der Vorderseite lautet: „Friedrich dem Großen / Friedrich Wilhelm III. / 1840 / vollendet unter Friedrich Wilhelm IV. 1851“.
Die vier Relieffelder im oberen Bereich zeigen vollplastisch Gestalten aus Friedrichs Zeit und Leben. Es sind, mit Ausnahme der Rückseite, die Politikern, Wissenschaftlern und Künstlern wie Immanuel Kant und Gotthold Ephraim Lessing gewidmet ist, Militärpersonen der Schlesischen Kriege.
Vorderseite: Joachim Bernhard von Prittwitz, Hans Sigismund von Lestwitz, August Wilhelm Prinz von Preußen, Heinrich Sigismund von der Heyde, Johann Dietrich von Hülsen.
Nordseite: Friedrich Wilhelm Gottfried Arnd von Kleist, Karl Wilhelm von Dieskau, Hans Karl von Winterfeldt, Friedrich Bogislav von Tauentzien, Friedrich Eugen von Württemberg.
Westseite: Karl Wilhelm Graf Finck von Finckenstein, Ernst Wilhelm von Schlabrendorf, Carl Heinrich Graun, Johann Heinrich von Carmer, Gotthold Ephraim Lessing, Immanuel Kant.
Südseite: Friedrich Leopold von Geßler, Georg Vivigenz von Wedel, Leopold II. Maximilian von Anhalt-Dessau, Hartwig Karl von Wartenberg, Georg Konrad von der Goltz.
Die Inschrifttafeln an den Seiten führen folgende Namen auf:
| - C. v. Linger - W. D. v. Buddenbrock - Ch. Wilh. v. Kalckstein - J. C. v. Jeetze - Diet. Fürst v. Anhalt Dessau | - H. v. Lehwaldt - Fr. Seb. W. Truchsess Gr. z. Waldburg - C. E. Gr. Nassau - P. L. du Moulin - Fr. Mgr. v. Brandenburg - C. L. v. Bredow | - Aug. Ferd. Pr. v. Preußen - Moritz Fürst v. Anhalt Dessau - Fr. W. Mgr. v. Brandenburg - August Wilh. Herzog v. Braunsch. Bevern | - Friedrich Rudolf von Rothenburg - Heinrich Karl Ludwig Herault de Hautcharmoy - Heinrich August de la Motte Fouqué - Georg Ludwig von Schleswig-Holstein-Gottorf | - Nikolaus Andreas von Katzler - Christoph II. von Dohna-Schlodien - Christoph Ludwig von Stille - Kaspar Ernst von Schultze - Friedrich Wilhelm Quirin von Forcade - Franz Karl Ludwig von Wied zu Neuwied |

| - August Friedrich von Itzenplitz - Georg Wilhelm von Driesen - Wolf Friedrich von Retzow - Otto Magnus von Schwerin - Arnold Christoph von Waldow - Gustav Bogislav von Münchow - Johann Carl Friedrich zu Carolath-Beuthen | - Kasimir Wedig von Bonin - Joachim Christian von Tresckow - Peter von Pennavaire - Christoph Friedrich von Lattorf - Heinrich von Manteuffel (Generalleutnant) - Anton von Krockow - Friedrich Franz von Braunschweig-Wolfenbüttel | - Dubislav Friedrich von Platen - Carl Wilhelm Ferdinand Erbprinz von Braunschweig - Wilhelm Graf v. d. Lippe-Bückeburg - Karl Christoph von der Goltz - Carl Heinrich von Wedel | - Moritz Franz Kasimir von Wobersnow - Georg Ludwig von Puttkamer - Wilhelm Dietrich von Wacknitz - Siegmund Moritz Wilhelm von Langen - Karl Friedrich von Moller - Robert Scipio von Lentulus - Friedrich Christoph von Saldern - Joachim Friedrich von Stutterheim | - Paul von Werner - Johann Jakob von Wunsch - Christoph Karl von Bülow - Heinrich Gottlob von Braun - Asmus Ehrenreich von Bredow - Hans Friedrich von Krusemarck - Friedrich Wilhelm von Gaudi - Wichard v. Moellendorff |

| - Ewald Friedrich von Hertzberg - Samuel Freiherr von Coccji - George Wenzeslaus Freiherr von Knobelsdorff - Christian Freiherr von Wolff - Carl Wilhelm Ramler - Johann Wilhelm Ludwig Gleim - Christian Garve | - Ewald Christian von Kleist - Johann Friedrich von Domhardt - Christian Fürchtegott Gellert - Pierre-Louis Moreau de Maupertuis - Charles Étienne Jordan - Johann Joachim Winckelmann - Antoine Pesne |

## Geschichte

### Entwurf, Guss und Aufstellung

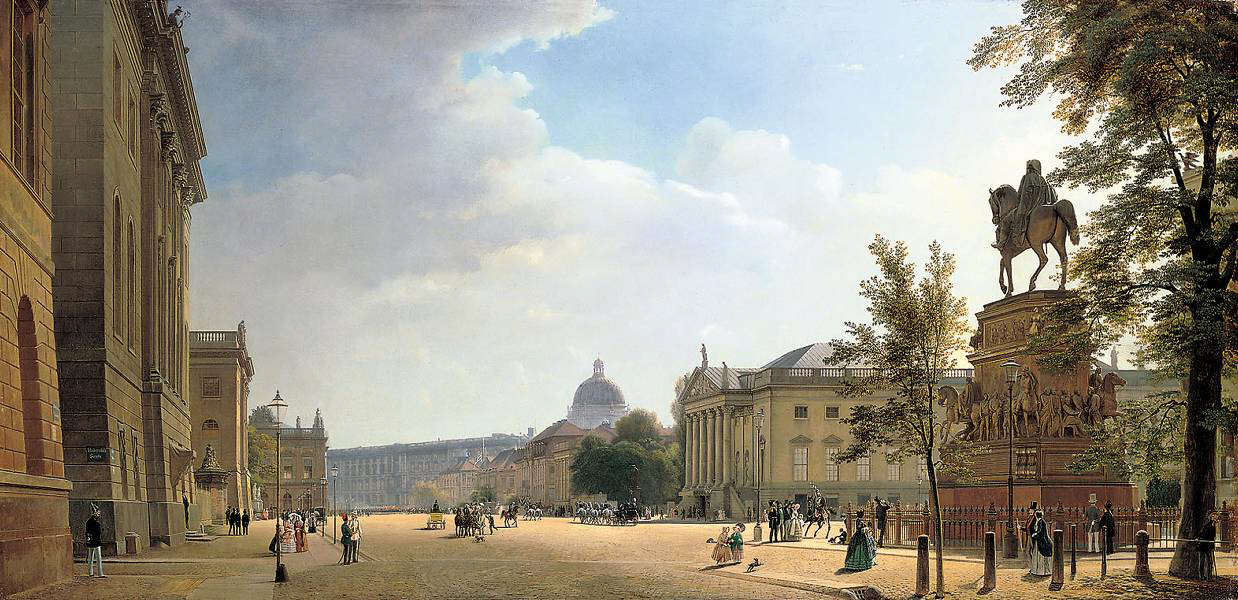
Reiterstandbild (rechts) auf dem Gemälde Unter den Linden von Eduard Gaertner, 1852

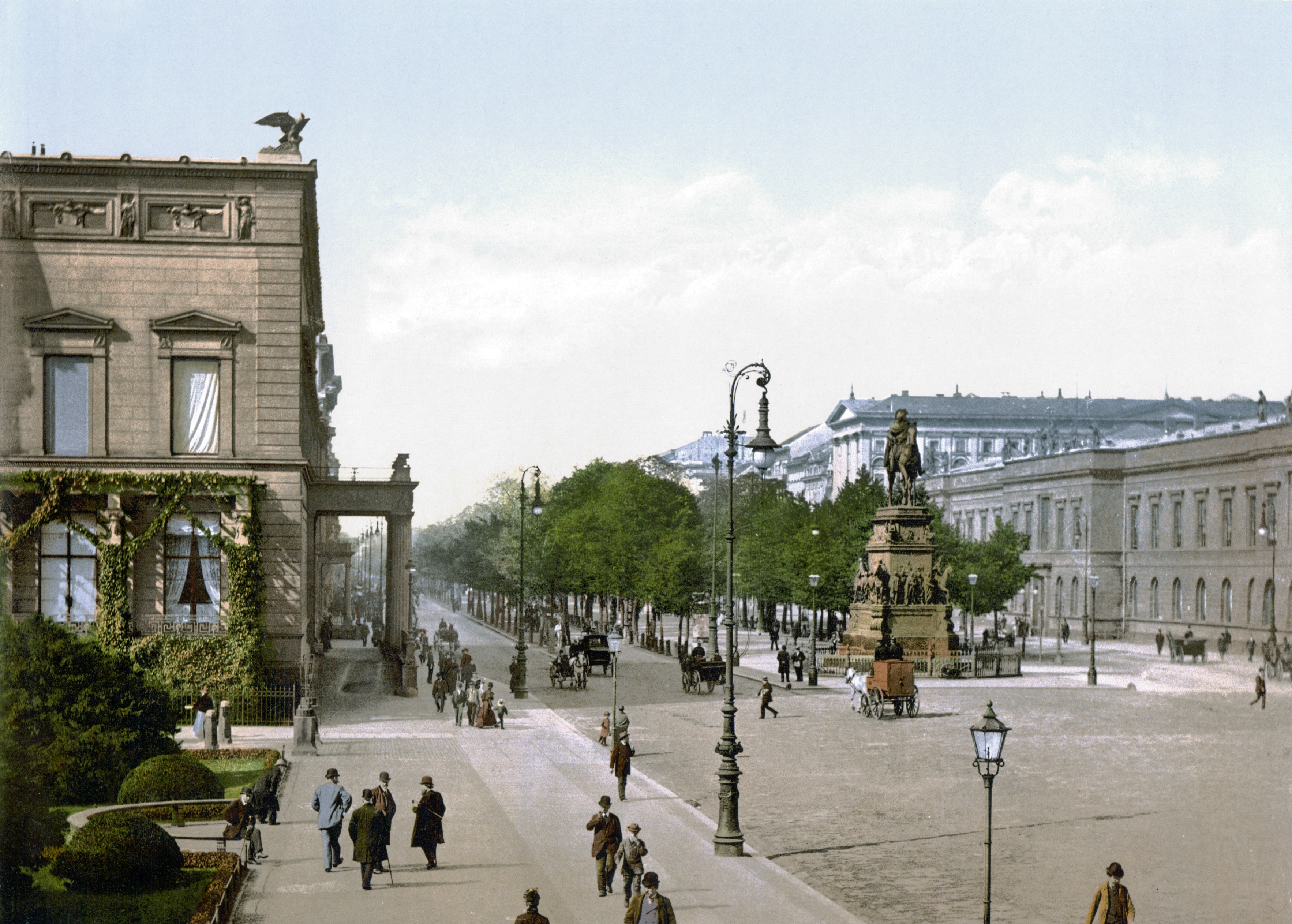
Kaiser-Wilhelm-Palais (links) und Reiterstandbild Friedrichs des Großen (rechts), um 1900

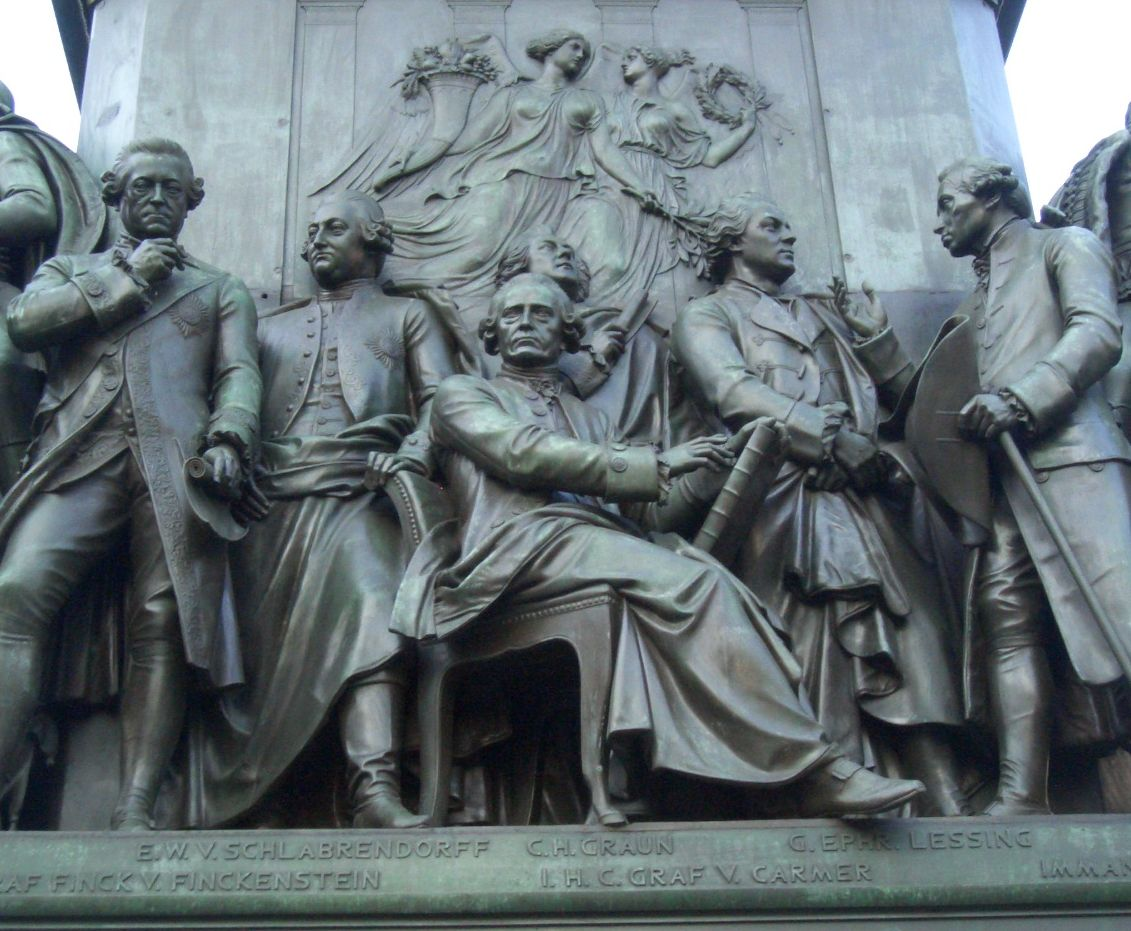
Westseite des Reiterstandbilds von links: Karl Wilhelm von Finckenstein, Ernst Wilhelm von Schlabrendorf, Johann Heinrich von Carmer, Carl Heinrich Graun, Gotthold Ephraim Lessing und Immanuel Kant

Bei der Enthüllung des Denkmals am 31. Mai 1851 anlässlich des 111. Jahrestags der Thronbesteigung Friedrichs II. waren fast 65 Jahre seit seinem Tod vergangen und ebenso lange hat diese Denkmalaufgabe viele bedeutende Bildhauer beschäftigt, wofür annähernd 100 Entwürfe und Modelle Zeugnis ablegen. Friedrich Wilhelm Kullrich wurde beauftragt, aus diesem Anlass eine Bronzemedaille anzufertigen.
Friedrich II. selbst wollte zu seinen Lebzeiten kein Denkmal errichtet wissen. Schon die ersten Entwürfe kurz nach seinem Tod (1786) scheiterten an der Kostümfrage. Die Entwürfe des Jahres 1791 zeigten ihn auf Wunsch Friedrich Wilhelms II. in antiker Gewandung, nach dem Vorbild der Reiterstatue Mark Aurels. Große Teile der Bevölkerung und der Armee wollten den König aber so dargestellt wissen, wie sie ihn in Erinnerung hatten: in Uniform und mit Dreispitz.
Johann Gottfried Schadow der bereits Studien über Form- und Gießtechnik im Ausland (Kopenhagen, Stockholm und St. Petersburg) betrieben hatte, reichte 1796 Entwürfe ein, auch solche, die den Herrscher in der auch von ihm bevorzugten Zeittracht zeigten, doch König und Akademie waren damit nicht zufrieden. Friedrich Wilhelm II. neigte dann einer architektonischen Lösung zu, starb aber vor einer endgültigen Entscheidung. Sein Nachfolger, Friedrich Wilhelm III., verschleppte die Realisierung des Vorhabens über Jahrzehnte, bedingt durch Desinteresse und die napoleonischen Kriege. Umso mehr Interesse zeigte der Kronprinz, der spätere König Friedrich Wilhelm IV., der sich auch sonst als Förderer der Künste einen Namen machte. Nach 1829 entstanden neue Entwürfe, ein zwischenzeitlich favorisiertes Projekt nach Vorbild der Trajanssäule wurde verworfen. Schadows Schüler Christian Daniel Rauch wurde offiziell mit Vorarbeiten betraut und erhielt am 29. Februar 1836 den formellen Auftrag. Von Schadow ist der Spruch überliefert: „Mein Ruhm ist in Rauch aufgegangen.“
Das Modell eines monumentalen Reiterstandbilds auf einem geschmückten Postament, das den Herrscher als volkstümliche, in die vertraute Uniform gekleidete Persönlichkeit darstellt, fand schließlich die Zustimmung einer eigens gebildeten Regierungskommission. Diese traf auch die Auswahl und Anordnung der Zeitgenossen, die im Sockelbereich neben allegorischen Figuren verewigt werden sollten. Die Grundsteinlegung erfolgte am 1. Juni 1840, dem 100. Jahrestag der Thronbesteigung Friedrichs II.
Rauchs Mitarbeiter bei der Erstellung der Modelle waren Albert Wolff, Gustav Bläser, Eduard Julius Gebhard, Hugo Hagen, Carl Wolgast, Christian Genschow, Adolph Bräunlich, Bernhard Afinger, Julius Franz und Rudolph Piehl. Für die mehrere Jahre dauernde Herstellung der Bronzefiguren nach modernsten und effizienten Verfahren wie der Teilformerei in Sand hatte sich Rauch persönlich eingesetzt – nach einigen Probearbeiten unter seiner Oberaufsicht in der Kunst- und Glockengießerei Lauchhammer holte er dessen Ziseleur und Gießmeister Karl Ludwig Friebel nach Berlin. Friebel führte den Guss in einer vorhandenen, aber baulich erweiterten Werkstatt aus und hatte auch in Abstimmung mit dem Bildhauer große Werkstätten für die Modell- und Ziselierarbeiten eingerichtet. Zu Beginn des Jahres 1851 waren alle Teile, Nebenfiguren und Reliefs gegossen und wurden noch vor der Zusammenfügung ausgestellt. Am 31. Mai 1851 wurde das Monument schließlich feierlich enthüllt. Seine Maße werden in einem zeitgenössischen Dokument mit 43 Fuß Gesamthöhe, davon 18 Fuß für die Reiterfigur, angegeben.
Nach der Enthüllung klebten die Berliner angesichts der gescheiterten Revolution von 1848 einen Zettel ans Denkmal:

„Alter Fritz steig du hernieder,
und regier die Preußen wieder!
Lass in diesen schlechten Zeiten
lieber Friedrich Wilhelm reiten!“

### Versetzung nach Sanssouci

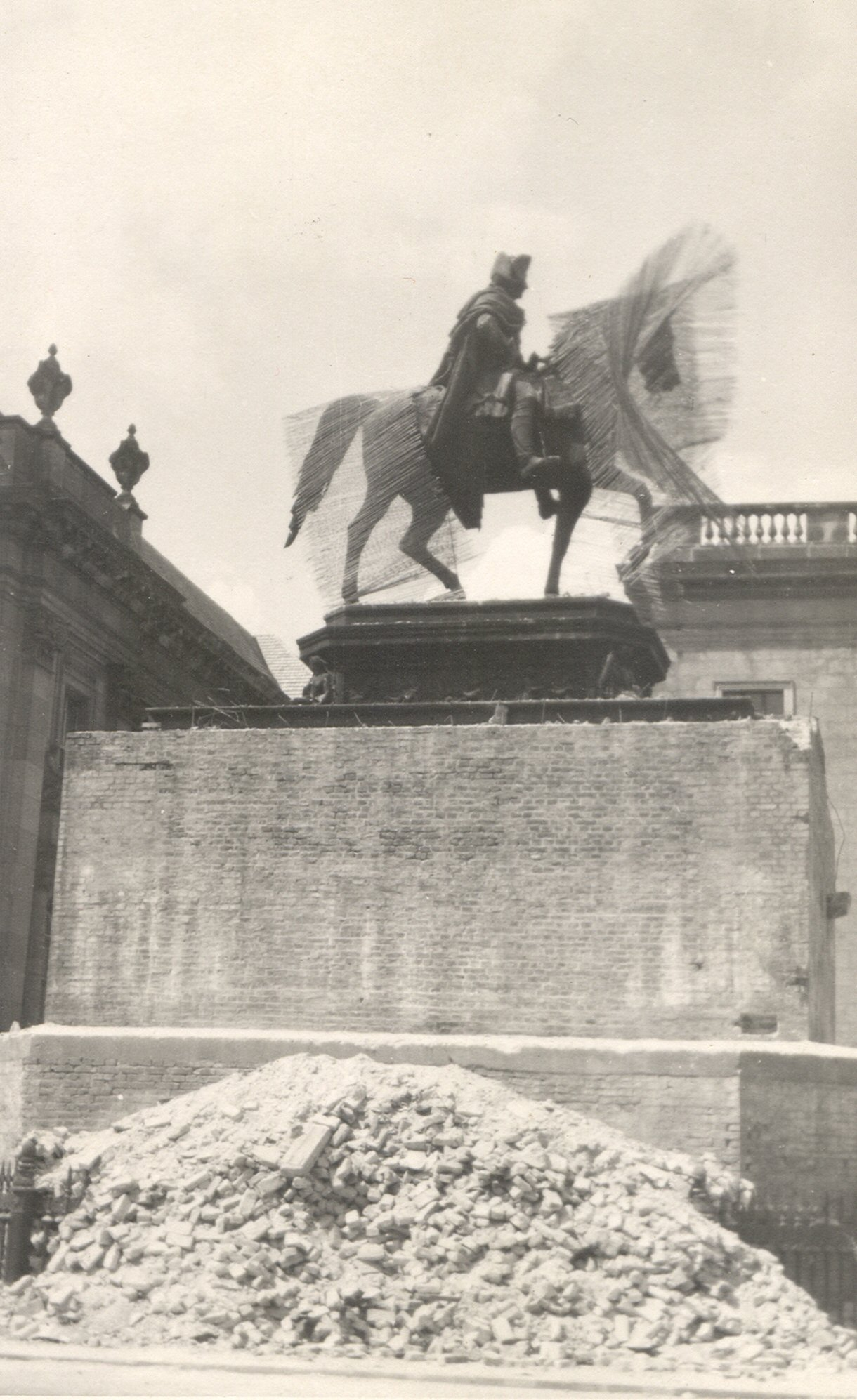
Entfernung der Schutzhülle, Mai 1950

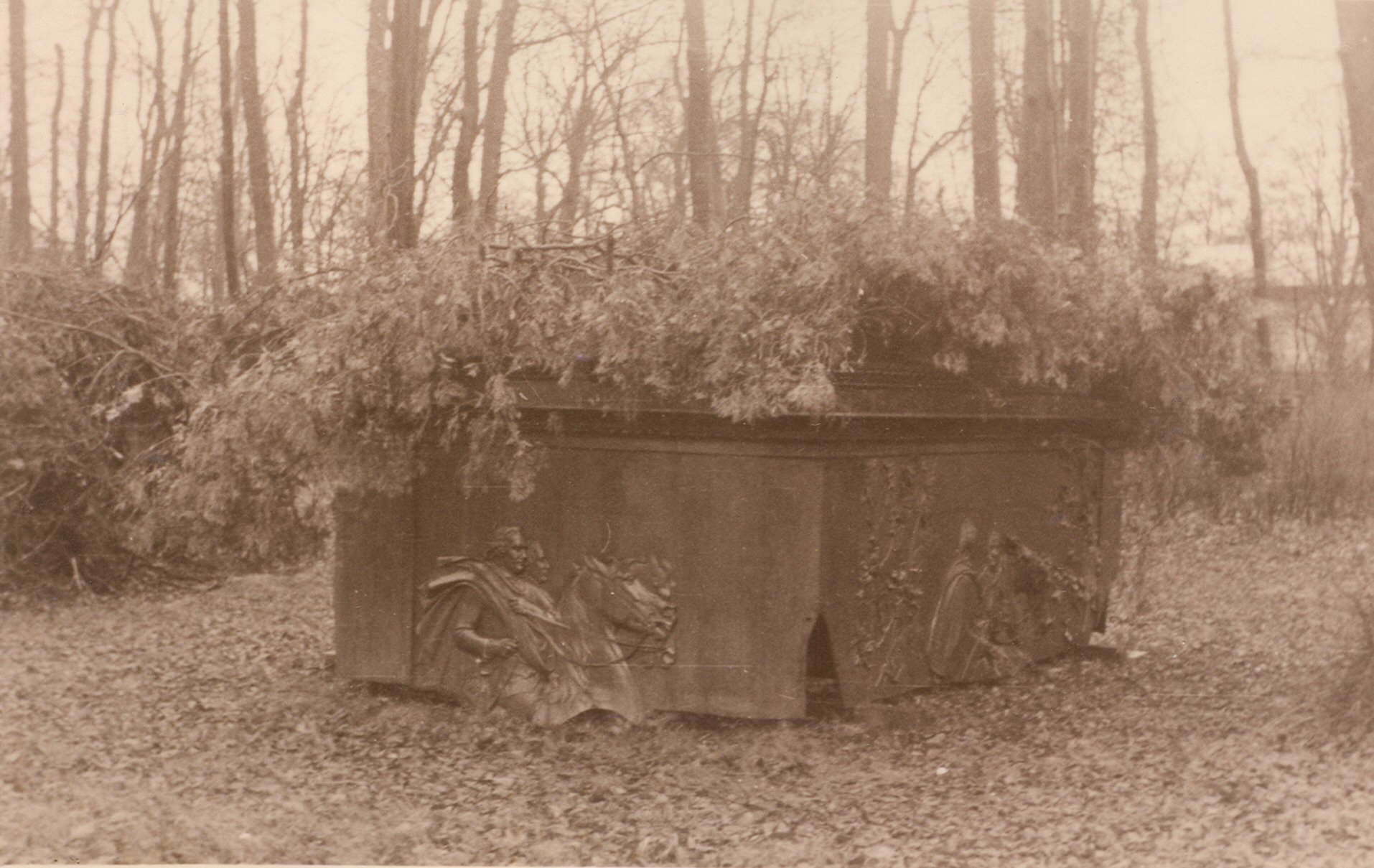
Zwischenlagerung eines Sockelteils in Potsdam

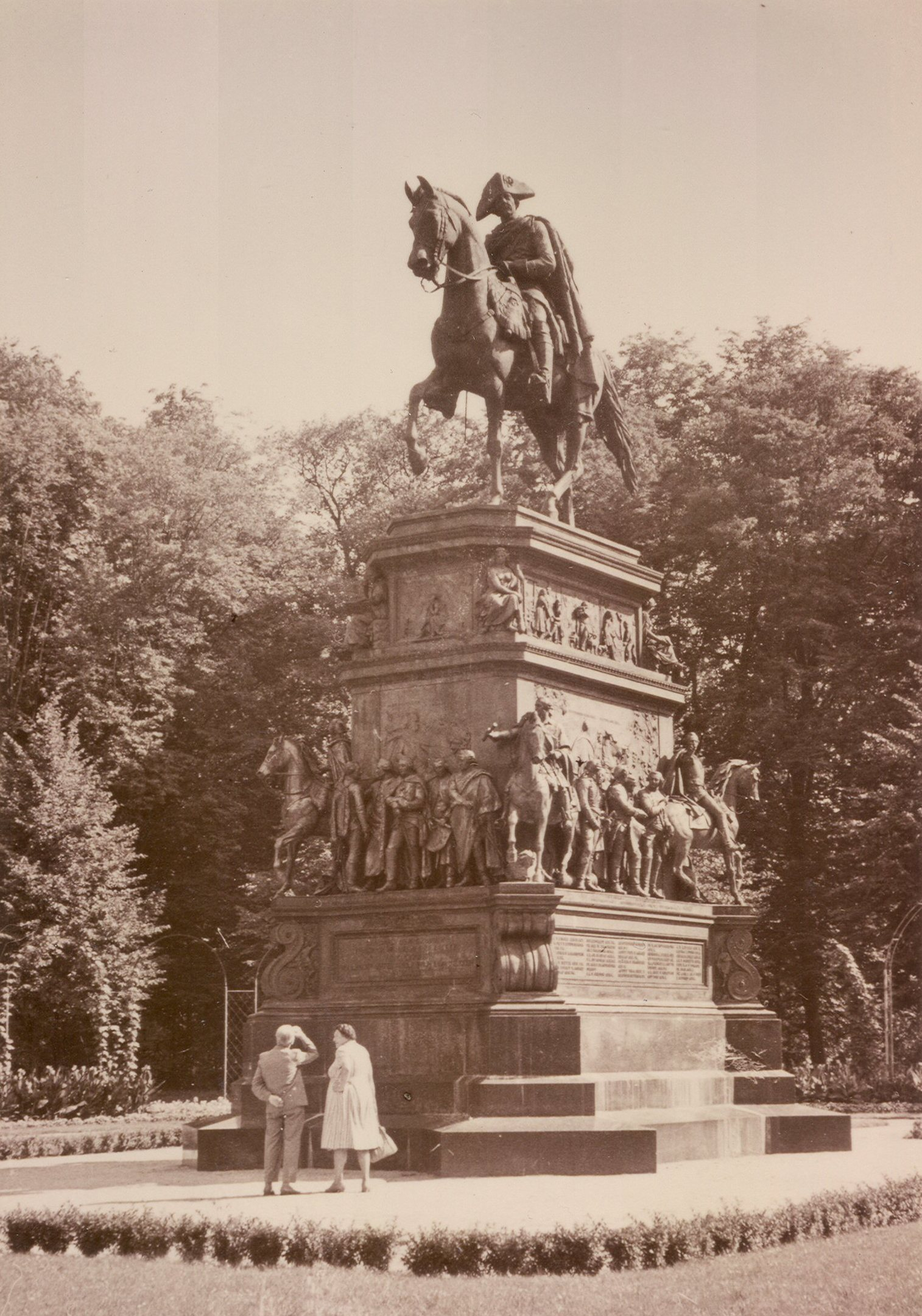
Neuaufstellung im Park Sanssouci, um 1962

Im Zweiten Weltkrieg erhielt das Denkmal zum Schutz vor Luftangriffen eine gemauerte Hülle. Es überstand den Krieg unbeschadet. Der gewaltige Klotz diente in den Nachkriegsjahren der Anbringung politischer Plakate. Nach der Teilung Berlins erklärte der Leiter des „Amtes Museen“ des Ost-Berliner Magistrats am 1. Oktober 1949: „Der königliche Reiter muss weg, […] weil er gegen Osten reitet“. Im Zusammenhang mit der programmatischen Sprengung des Berliner Stadtschlosses, der Vernichtung des Kaiser-Wilhelm-Nationaldenkmals und dem Abbau der ebenfalls von Rauch geschaffenen Statuen der Generäle Bülow und Scharnhorst an der Neuen Wache beschloss der Magistrat im Mai 1950 die Versetzung des Reiterstandbildes Friedrichs in den Park von Sanssouci. Die Entfernung der Schutzhülle Ende Mai 1950 hatte Buntmetalldiebe angelockt, die nun erhebliche Beschädigungen verursachten. Am 13. Juli erfolgte die Abnahme des Denkmals vom Sockel, danach die Zerlegung und der Transport der Einzelteile nach Potsdam.
Sie erhielten auf dem Lagerplatz der Berliner Baufirma Stuck und Naturstein gegenüber dem Neuen Palais ein mit Stroh abgedecktes und eingezäuntes Versteck. Ein zuverlässiger Mitarbeiter wurde dafür verantwortlich gemacht, dass die Teile des Monuments sicher und unbemerkt von der Öffentlichkeit gelagert werden sollten. Nach zehn Jahren fragte dieser Mitarbeiter im Ministerium für Kultur der DDR an, ob es seine Richtigkeit habe, dass das Denkmal nun zu einer Schmelze gebracht werden solle, ein Tieflader sei schon bestellt. Der Minister Hans Bentzien, der bis dahin nicht einmal gewusst hatte, wo das Bronzestandbild verblieben war, brachte in Erfahrung, dass Paul Verner, damals Erster Sekretär der Berliner Bezirksleitung der SED und Mitglied des Politbüros, der Regierungsspitze mit der Beseitigung des Symbols einer „reaktionären Politik“ den Weg zur Neugestaltung des Lindenforums frei machen wollte. Bentzien, Lehrer, Geschichtswissenschaftler und hoher Politiker konnte mit Hilfe einiger Gleichgesinnter die Schmelze offiziell verhindern und trotzdem eine „Vollzugsmeldung“ mit der Vorlage eines Schrottscheines organisieren. In dem entsprechenden Interview zu diesem Vorgang heißt es wörtlich: „Der König kam auf den Tieflader, Eberhard Bartke (ein Abteilungsleiter für Kunst im Ministerium) saß im Fahrerhaus, die weißen Mäuse (umgangssprachlich für „Verkehrspolizisten“) sicherten ab. Dann fuhren sie dort in Potsdam in einer regnerischen Nacht einmal ums Karree und luden die Pracht an anderer Stelle im Park wieder ab.“ Der in den Rettungsplan eingeweihte Generaldirektor der Staatlichen Schlösser und Gärten Sanssouci veranlasste seinen Schlossgärtner, die Denkmalteile an einem neuen Ort im Park abzuladen und wieder gut zu verstecken.
Schließlich kam es 1962 dazu, dass das wieder zusammengefügte Denkmal, wie bereits 1950 vorgesehen, im Hippodrom des Parks Charlottenhof einen neuen Platz erhielt. Dies geschah ohne Aufsehen in den Medien.

### Wiederaufstellung Unter den Linden

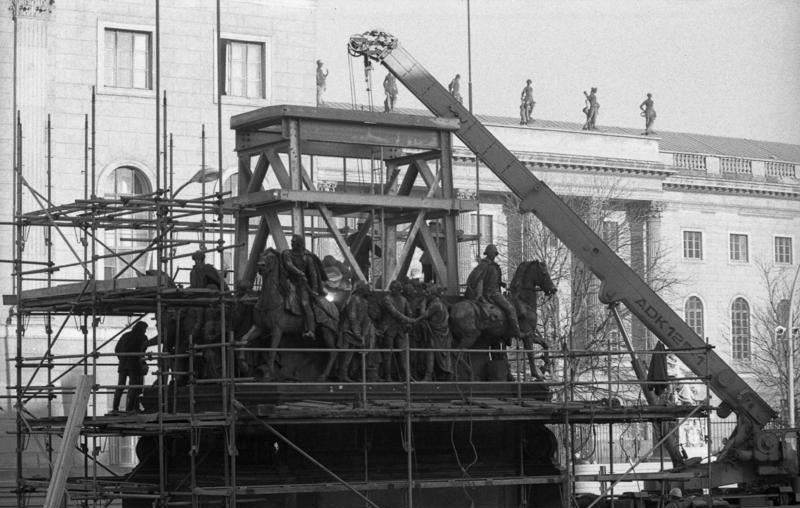
Wiederaufstellung des Reiterstandbilds Unter den Linden, 1980

Die Zuwendung zur lokalen deutschen Geschichte und ihre teilweise Neubewertung in der DDR, vor allem in der Biografie Friedrichs II. von Ingrid Mittenzwei, die nur schleppend vorangehende Umgestaltung der Straße Unter den Linden und vermutlich die mit West-Berlin konkurrierende Vorbereitung zur 1987 bevorstehenden 750-Jahr-Feier Berlins trugen dazu bei, dass 1980 Erich Honecker persönlich die Order zur Wiederaufstellung des Reitermonuments gab. Eine Abteilung Sondervorhaben unter der Leitung des Stadtarchitekten Erhardt Gißke und unter Mitwirkung der Baudirektion der Staatlichen Schlösser und Gärten Sanssouci organisierte nun die Rückführung. Nach einer Restaurierung erhielt das komplette Denkmal am 30. November 1980 rund sechs Meter östlich von seinem historischen Standort einen dauerhaften neuen Platz. Die vielbeachtete Aufstellung erfolgte in Form eines „verkappten Staatsaktes“, begleitet von Verlautbarungen des Staatsratsvorsitzenden Honecker und der wissenschaftlichen Einrichtungen des Zentralkomitees der Sozialistischen Einheitspartei Deutschlands.
Für das Jahr 2001 hatte die Berliner Senatsbauverwaltung eine gründliche Restaurierung des Monuments ausgeschrieben. Die Arbeiten wurden an die Firma Betina Roß GmbH vergeben, die sie in ihrer Berliner Werkstatt sachgerecht und unter Aufsicht der Denkmalschutzbehörde erledigte. In der Zwischenzeit wurde das Stützfundament erneuert, neue Kandelaber und ein neues Ziergitter angefertigt. Nach der Restaurierung wurde das Reiterstandbild an der ursprünglichen Stelle wiedererrichtet. Im Jahr 2006 erfolgte eine neue Grundreinigung, bei der das Standbild eine Schutzschicht aus Wachs gegen Graffiti erhielt.

## Repliken

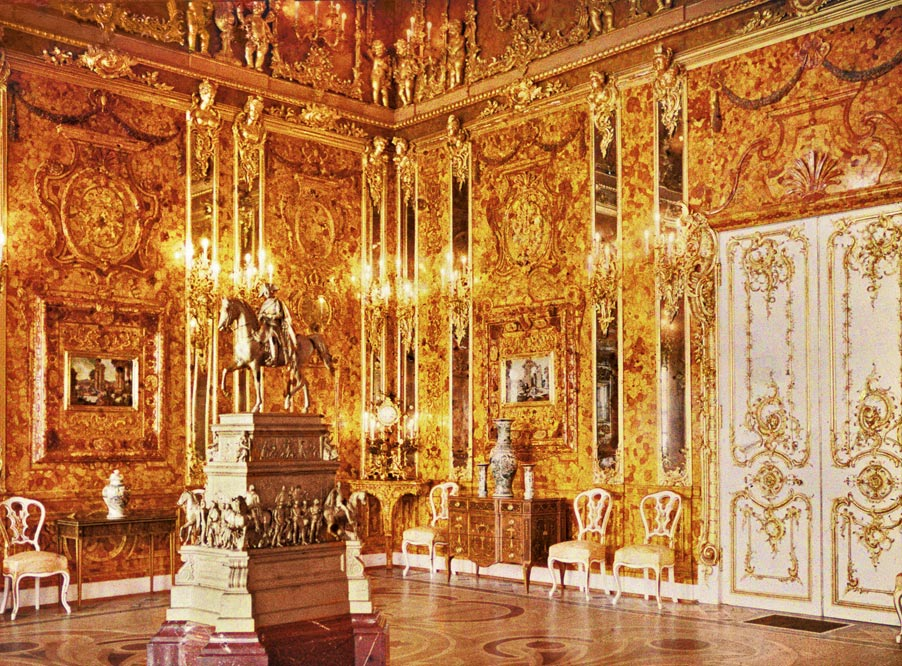
Replik im Bernsteinzimmer, Zarskoje Selo

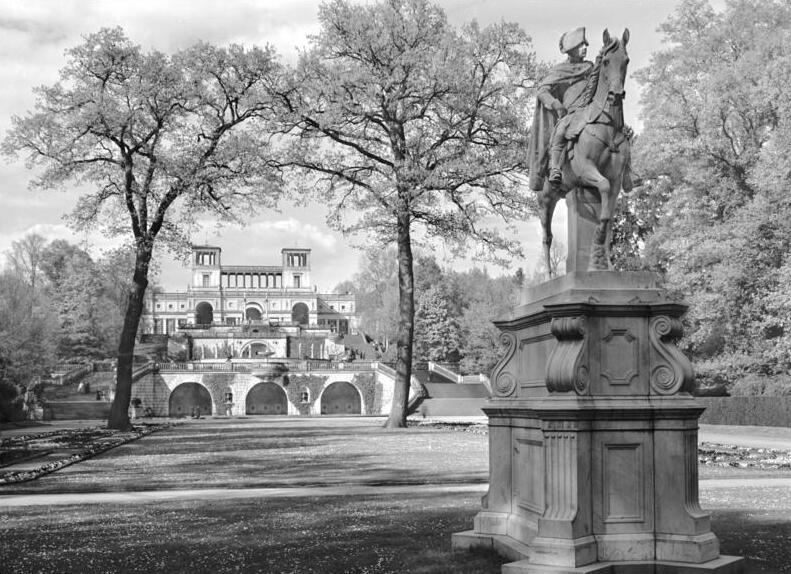
Replik am Orangerieschloss, Potsdam

Auf einen Wunsch des russischen Kaisers Nikolaus I., den er bei der Grundsteinlegung geäußert hatte, fertigte Rauch 1852 eine erste Replik im Maßstab von 1/8tel des Originals in Gips an, doch veranlasste Friedrich Wilhelm IV., sie in Bronze zu gießen, um sie Nikolaus zu schenken. Rauch übertrug die Ausführung dem Ziseleur August Mertens. Der Guss war 1856 vollendet, als der Empfänger verstorben war. So erhielt die Nationalgalerie die Plastik. Noch 1856 entstanden drei Abgüsse: Einen bereits 1852 vorbestellten bekam der Prinz von Preußen, ein anderer ging nach Sankt Petersburg. Dieser befand sich bis 1917 im Bernsteinzimmer des Katharinenpalasts in Zarskoje Selo. Ihr Verbleib nach der Oktoberrevolution ist unbekannt. Einen weiteren Abguss schenkte nach 1876 die preußische Herrscherfamilie dem italienischen König Umberto I.
Die verkleinerte und vereinfachte Marmorreplik des Denkmals in Potsdam, die seit 1865 am Orangerieschloss im Park Sanssouci steht, schufen die Rauch-Schüler Aloisio Lazzerini und Carlo Baratta.
Den Gutspark Dehlitz zierte seit 1858 eine verkleinerte Bronzereplik des Reiters auf einem einfachen Sockel. Sie erinnerte an den Aufenthalt Friedrichs des Großen vor der Schlacht bei Roßbach am 5. November 1757 und wurde im Zweiten Weltkrieg zum Schutz vor einer Einschmelzung ins Schloss Lützen verbracht.

## Bedeutung und Rezeption
Die monumentale Wirkung auf dem Mittelstreifen des Boulevards Unter den Linden und die gleichmäßigen Proportionen inmitten der Bauten des Forum Fridericianum verleihen dem Denkmal, das an das Reiterstandbild des Großen Kurfürsten von Andreas Schlüter erinnert, eine außergewöhnliche städtebauliche Bedeutung. Darüber hinaus gilt es als Hauptwerk von Christian Daniel Rauch und Meisterwerk der Berliner Bildhauerschule. Es diente auch als Vorbild für viele Reiterstandbilder der Jahrhundertwende.
Im Jahr 1987 besang Gisela May seine Rückaufstellung am ursprünglichen Ort.